# Christian Ludvig Stemann
 Der er flere personer med dette navn, se Christian Ludvig Stemann (stiftamtmand).
Christian Ludvig (Ludwig) (von) Stemann (født 12. december 1730 i Meldorf, død 11. november 1813 i Sorø) var en dansk gehejmestatsminister, far til Poul Christian Stemann og Otto Johan Stemann.

## Uddannelse
Han var søn af sogneskriver i Meldorf, kammerassessor, senere branddirektør i Segeberg, etatsråd Paul Christian Stemann (1699-1770) og Sophia Elisabeth Hans-Hinrichsdatter Eggers (1704-1778) og sattes 1744 i den lærde skole i Plön, hvorfra han 1748 blev dimitteret med et glimrende vidnesbyrd. Allerede i Göttingen, hvor han studerede indtil 1751, vandt han ry for sine betydelige matematiske kundskaber.

## Karriere
Hjemvendt fik han ansættelse som volontær i Tyske Kancelli og blev 1754 sekretær i dette kollegium. Ved  siden af denne stilling blev han, varmt anbefalet af den ældre Bernstorff, (1760) meddirektør for det såkaldte Fabriksmagasin og udnævntes 1763 til kommitteret i Økonomi- og Kommercekollegiet. Som medlem af Landvæsenskommissionen (fra 1768) tog han ivrig del i den vågnende bevægelse for landboreformerne. "Saa længe alle blegne af Forskrækkelse, naar man taler om Bondestandens Frihed, hvem tør vel saa lade sig mærke med den Overbevisning, at det vilde være til Menneskehedens Ære og ikke til Skade for nogen Stand, om den danske Bonde erholdt nogen Frihed, hvoraf der nu ikke er Spor?", skrev han. På kongens udenlandsrejse 1768 var han indtil landets grænse i dennes følge og udnævntes på Gottorp Slot til etatsråd. Kun ugerne udtrådte han i januar året efter af Tyske Kancelli for i følge opfordring fra skatmester Heinrich Carl von Schimmelmann at overtage posten som kommitteret i Generaltoldkammer- og Kommercekollegiet, i hvilken egenskab han tillige besørgede forretningerne som tysk kommercesekretær. Sammen med Adam Gottlob Moltke og den ældre Bernstorff fik han samme år kommissorium til anlæggelse af en landevej fra København til Roskilde. 

### Under Struensee og Guldberg
I marts 1771 kaldtes Stemann til Struensee, der gav ham det hverv at affatte en plan for Tyske Kancelli, der fuldstændig toges til følge, hvorefter han udnævntes til deputeret i samme og fik Slesvig som sit særlige departement. Efter Struensees fald sluttede Stemann sig nøje til Ove Høegh-Guldberg, og man gjorde i det følgende en næsten overdreven brug af den ærgerrige mands administrative evner og sjældne flid. Som dronning Juliane Maries erklærede tillidsmand udnævntes han på hendes fødselsdag 1773 til konferensråd, en udmærkelse, der i de fornemme holstenske kredse vakte misundelse og indignation. 1774 blev han medlem af kommissionen til anlæggelse af Ejderkanalen, som han 1782 inspicerede. På hertugdømmernes styrelse udøvede han vedblivende en betydelig indflydelse som 1. deputeret i Tyske Kancelli (fra 1773) og blev 1776 tillige 1. deputeret i Vestindisk-guineiske Rente- og Generaltoldkammer og deputeret i Finanskollegiet. Sammen med Guldberg, Joachim Otto Schack-Rathlou og greverne Schimmelmann, fader og søn, fik han sæde i Det dansk-vestindiske Handelsselskab og udnævntes 1777 til medlem af Overskattedirektionen. 1781-82 var han medlem af direktionen for stutteri- og veterinærvæsenet og sad 1778-82 i Kvægsygekommissionen.

### På magtens tinde
Ophøjet i adelstanden (1777) og dekoreret med det hvide bånd (1776) blev han 1781 efter Bernstorffs fald 1. deputeret i Finanskollegiet, Rentekammeret og Bjergværksdirektoriet samt medlem af Generalvejkommissionen og fik umiddelbart efter Schimmelmanns død (februar 1782) det hverv sammen med dennes søn at udarbejde en rapport over tilstanden i Overskattedirektionen. Vel afgik han fra Rentekammeret i april, men kom, udnævnt til finansminister, i spidsen for Finanskollegiet og Bjergværksdirektionen og blev medlem af Skatkammer- og Bankdirektionen, Bankkontoret og Den ekstraordinære Finanskommission – en akkumulation af embeder og tillidshverv, der vistnok i hvert land og til hver en tid må kaldes ualmindelig og urimelig. Foranledigede af de vidtgående indrømmelser til flere store handelshuse af betydelige lån af statskassen udtrådte Henrik Stampe, Christian Ditlev Frederik Reventlow, Schimmelmann og Christian Numsen i august 1783 af bankdirektionen for at give plads for føjeligere mænd og sluttede sig i det følgende til kronprinsens planer om en regeringsforandring. Skønt Stemann i øvrigt havde været uenig med Guldberg, og Theodor Georg Schlanbusch endog straks havde anset ham som den mest skikkede til at lede et så farefuldt foretagende som et statskup frem for den mindre modige og dristige yngre Bernstorff, beholdt Stemann sit sæde i bankdirektionen og udnævntes 6. april 1784 sammen med Guldberg og Marcus Gerhard Rosencrone til statsminister. I det mindeværdige statsrådsmøde 14. april ville Stemann på sine kollegers vegne tage ordet, men blev afbrudt af kronprinsen, der forkyndte dem deres entledigelse. 
Allerede 19. april udnævntes Stemann til amtmand over Haderslev Amt og forblev i dette embede indtil 1789, da han blev beskikket til overpræsident i Altona. 1808 fratrådte han denne stilling, udnævntes til gehejmekonferensråd og fik året efter Elefantordenen og Sølvkorset. Han døde 11. november 1813. Han blev begravet på Sorø Gamle Kirkegård.
Af samtidige omtaler Ove Malling ham som en dygtig forretningsmand og ypperlig kollegialchef, der med arbejdsomhed og viden forbandt et lyst blik og den rette takt. Andre fremhæve hans blide og elskværdige karakter.

## Ægteskaber
Stemann blev gift 1. gang 11. juni 1762 i Slesvig by med Augusta Elisabeth Muller (7. juli 1739 i Slesvig by - 7. januar 1776 i København), datter af bygmester, major Ole Johan Muller (1692-1762) og Marie Charlotte Amalie Nissen, adopteret Böhne (1711-1771). Han blev gift 2. gang 12. december 1777 i Christiansborg Slotskirke med hofdame hos enkedronningen Isabelle Eleonore Dorothea von Schmettau (5. august 1750 i Berlin - 20. februar 1818 i Horsens), datter af preussisk kammerdirektør, gehejmeråd Heinrich Wilhelm von Schmettau (1700-1767) og Friederike Wilhelmine von Schmettau (født 1716).
Han er begravet i Sorø Klosterkirke.

## Gengivelser
- Miniature af Cornelius Høyer, formentlig 1777 (Det Nationalhistoriske Museum på Frederiksborg Slot)
- Afbildet på Wilhelm von Haffners tegning af selskab hos kongen, 1781 (De Danske Kongers Kronologiske Samling)
- Portrætmaleri af Jens Juel
- Silhouet (Det Kongelige Bibliotek)